# Skärmupplösning
Skärmupplösning är ett mått på hur många linjer eller pixlar en bildskärm som till exempel en tv- eller datorskärm visar.

## Bildskärmar för datorer

Olika standarder

Upplösningen för LED/LCD-bildskärmar anges i antal punkter horisontellt och antal punkter vertikalt. I och med den tekniska utvecklingen har upplösningen på bildskärmarna ökat. År 2011 var den vanligaste upplösningen för producerade datorskärmar 1920x1080.

### Vanliga upplösningar för datorskärmar
| Standardbredd | Standardbredd | Standardbredd   |  | Bredbild   | Bredbild    | Bredbild        |
| Standard:     | Upplösning:   | Bildförhållande |  | Standard:  | Upplösning: | Bildförhållande |
| ------------- | ------------- | --------------- |  | ---------- | ----------- | --------------- |
| VGA           | 640 × 480     | 4:3             |  | HD / WXGA  | 1280 × 720  | 16:9            |
| SVGA          | 800 × 600     | 4:3             |  | HD / WXGA  | 1280 × 800  | 16:10           |
| XGA           | 1024 × 768    | 4:3             |  | HD / FWXGA | 1366 × 768  | 16:9            |
| XGA+          | 1152 × 864    | 4:3             |  | WSXGA+     | 1440 × 900  | 16:10           |
| QVGA          | 1280 × 960    | 4:3             |  | HD+        | 1600 × 900  | 16:9            |
| SXGA          | 1280 × 1024   | 5:4             |  | WSXGA+     | 1680 × 1050 | 16:10           |
| SXGA+         | 1400 × 1050   | 4:3             |  | FHD        | 1920 × 1080 | 16:9            |
| UXGA          | 1600 × 1200   | 4:3             |  | WUXGA      | 1920 × 1200 | 16:10           |
| QXGA          | 2048 × 1536   | 4:3             |  | QHD        | 2560 × 1440 | 16:9            |
| QSXGA         | 2560 × 2048   | 5:4             |  | WQXGA      | 2560 × 1600 | 16:10           |
| QSXGA+        | 2800 × 2100   | 4:3             |  | UHD        | 3840x2160   | 16:9            |
| QUXGA         | 3200 × 2400   | 4:3             |  | WQUXGA     | 3840x2400   | 16:10           |
| HSXGA         | 5120 × 4096   | 5:4             |  | 5K UHD+    | 5120x2880   | 16:9            |
| HUXGA         | 6400 × 4800   | 4:3             |  | 8K UHD     | 7680x4320   | 16:9            |

## Bildskärmar för television
I dator-, tv- och videosammanhang angavs med äldre typen av tv-apparater med så kallade katodrör, upplösningen i linjer. Vertikalupplösningen är antalet horisontella linjer staplade ovanför varandra, medan horisontalupplösningen, som också anges i linjer, är antalet vertikala linjer sida vid sida. För tv anges dessutom horisontalupplösningen relativt till bildhöjden, det vill säga att den angivna horisontalupplösningen ska multipliceras med tv-apparatens formfaktor, vanligtvis 1,33:1, för att erhålla det absoluta antalet vertikala linjer i bilden.
För PAL är vertikalupplösningen 625 linjer varav 576 används till själva bilden, övriga linjer används för till exempel text-tv. Detta är ett absolut krav för all PAL-kompatibel utrustning och gäller under alla omständigheter och genereras av bland annat kameror, tv-spel, videobandspelare och dvd-spelare.
Horisontalupplösningen kan däremot variera. För utsänd tv anges 500 linjer, medan till exempel en vhs-spelare har en horisontalupplösning på 240 linjer. Eftersom dessa värden är relativa erhålls med tv:ns formfaktor 1,33:1 följande absoluta värden: 1,33 × 500 = 665 linjer för tv-utsändning och 1,33 × 240 = 319 linjer för vhs. Det bör dock anmärkas att antalet faktiska linjer vid tv-mottagning även beror på kvaliteten på antennsystemet och tv-mottagaren då horisontalupplösningen minskar i takt med frekvensbegränsningar i antenner, kablar, och den faktiska tv-mottagaren.
Moderna TV-apparater tillverkas med så kallad LED-teknik med upplösningar från full HD, (1920x1080) och högre.

## Bilddukar för biografer
När det gäller biografer används en specialreflekterande uppspänd duk som saknar egen upplösning. Denna bestäms istället av projektorns objektiv.
Biografer har med början från 1953 anpassats för 35 mm film (och på 2010-talet dess digitala efterföljare), det vill säga filmer inspelade med Cinemascope eller Panavision (inklusive Super Panavision). Formatet för dessa linstekniker är 2,35:1 eller 2,39:1 (inkl. synkroniserat ljud på filmrutorna) och har funnits sedan 1953.
70 mm film, som aldrig slog igenom, bibehöll 2,35:1 respektive 2,39:1 formaten. Avsikten var enbart högre upplösning, men denna uppnås numera allt oftare av digital bio. Experiment med format bredare än 3:1 förekommer dock, men få biografer kan hantera sådan film utan att göra bilden lägre.